# American Truck Simulator
American Truck Simulator (o abreviadamente ATS) es un videojuego de simulación de camiones. Fue revelado en la Electronic Entertainment Expo 2015 (E3 2015), con un anuncio previo en septiembre de 2013. El juego fue lanzado el 2 de febrero de 2016 y ha vendido más de 280 000 copias desde abril de 2016.

## Desarrollo
SCS Software anunció que desarrollaría American Truck Simulator por primera vez el 6 de septiembre de 2013. El juego fue finalmente revelado en el E3 de 2015.
SCS Software anunció el 11 de abril de 2014 que, una vez completado el juego, este tendría 100 ciudades en total. SCS lanzó capturas de pantalla del juego. Las marcas de camiones incluidas en American Truck Simulator hasta ahora son Kenworth, Peterbilt, Volvo, International y Mack,Seguirán más; el único contratiempo sigue siendo la concesión de licencias de camiones de sus fabricantes.
SCS planea incluir el territorio completo de los Estados Unidos contiguos, en tanto no afecte el rendimiento del juego.[cita requerida] El 26 de enero de 2015, SCS Software publicó un video de 1 hora a YouTube de la alfa temprana del juego. El 18 de diciembre de 2015, SCS Software anunció en su blog la fecha de lanzamiento oficial para American Truck Simulator que era el 3 de febrero de 2016. El juego fue publicado 1 día antes en su lugar.
El 23 de junio de 2016, SCS Software anunció que editará el tamaño del entorno del juego para aumentar su tamaño en un 75%.
La escala del mapa era en un principio era la de 1:35 . El 23 de junio de 2016, SCS Software anunció que la escala se cambiaría a 1:20 (1,75 veces más grande), igualando aproximadamente la escala 1:19 de Euro Truck Simulator 2 . El cambio de escala se implementó en la actualización 1.5 lanzada el 12 de diciembre de 2016.
En el año 2021 comenzaron con una gran reelaboración del estado más grande hasta el momento y del juego inicial la cual es California.
El juego fue publicado para PC-DVD el 14 de diciembre de 2017.

## Jugabilidad
American Truck Simulator es un simulador de conducción de camiones con elementos de gestión empresarial. En el juego, los jugadores conducen camiones y entregan remolques y cargas a un lugar designado con el fin de ser compensados con dinero y puntos de experiencia. La carga debe ser entregada al destino rápidamente dentro de un tiempo determinado, y con la menor cantidad de daño a las mercancías como sea posible, con el fin de obtener la mayor cantidad de dinero y puntos de experiencia posible.
El dinero del juego, después de haber sido ganado, se puede utilizar para comprar más camiones y actualizaciones estéticas, mecánicas y estructurales asociadas, comprar combustible y reparaciones para esos camiones, pedir y pagar préstamos de un banco, así como contratar conductores y comprar garajes para albergarlos. La cantidad de dinero y puntos de experiencia ganados es proporcional a la duración de la entrega en la distancia recorrida, así como el tipo de mercancías que se transporta. Al entregar mercancías, los jugadores pueden usar su propio camión comprado personalmente o usar uno proporcionado por una empresa en el juego. Al entregar mercancías utilizando un camión proporcionado por la compañía, las reparaciones y otros costos son pagados por la compañía en lugar de los fondos del jugador en el juego. Los puntos de experiencia se pueden acumular y utilizar para obtener ventajas que mejoran la capacidad de conducción del jugador y qué tipos de cargas útiles puede entregar, como productos químicos y explosivos, que obtienen una recompensa mayor cuando se completan con éxito.
Además de conducir y entregar mercancías, el jugador también puede administrar un negocio de camiones con conductores contratados y propiedades propias. Los conductores contratados realizarán entregas por su cuenta, ganando dinero al jugador. Cuanto más tiempo sean contratados los conductores, más hábiles serán, aumentando así la cantidad de dinero que ganan de cada entrega. El jugador puede entrenar a cada conductor para centrarse en un área específica de su conducción que se puede mejorar. A diferencia de Euro Truck Simulator 2, el juego incluye estaciones de pesaje, donde los jugadores deben detenerse en una estación de peso designada para determinar el peso de la carga antes de pasar (aunque el juego a veces les permitirá eludir la estación, pero evitarlo deliberadamente resultará en recibir una multa).
El juego comenzó en el lanzamiento con los estados de California y Nevada.

## Estados
Actualmente el juego cuenta con los estados de California, Nevada, Arizona, Nuevo México, Washington, Oregón, Utah, Wyoming, Idaho, Colorado, Montana, Texas, Oklahoma, Kansas, Nebraska, Arkansas, Misuri, Iowa y próximamente los Estados de Louisiana, Illinois y Dakota del Sur.

En verde los Estados que ya han sido publicados, en melón los próximos Estados, En rosa están los Estados que aún no han sido anunciados.

El juego actualmente cuenta con los siguientes estados y sus principales ciudades (en negrita se encuentran las ciudades que se pueden comprar un garaje propio y en cursiva las capitales estatales):
- California : Bakersfield, Barstow, Carlsbad, El Centro, Eureka, Fresno, Hilt (1.41), Huron, Los Angeles, Oakland, Oxnard, Redding, Sacramento, San Diego, San Francisco, Santa Cruz, Santa Maria (1.5), Stockton, Truckee, Ukiah (1.3), Modesto (1.50), San José (1.50).

- Nevada : Jackpot, Winnemucca, Elko, Reno, Carson City, Ely, Pioche, Tonopah, Las Vegas (Renovada en la versión 1.38) y Primm.

- Arizona : Phoenix, Yuma, Ehrenberg, Kingman, Page, Kayenta, Grand Canyon Village, Flagstaff, Holbrook, Camp Verde, Show Low, Tucson, Nogales, Sierra Vista, Clifton (1.32) y San Simón.

- Nuevo México : Albuquerque, Gallup, Santa Fe, Ratón, Tucumcari, Clovis, Hobbs, Roswell, Alamogordo, Artesia, Las Cruces, Socorro, Farmington y Carlsbad.

- Oregón : Astoria, Portland, The Dalles, Pendleton, Newport, Salem, Eugene, Bend, Burns, Ontario, Coos Bay, Medford, Klamath Falls y Lakeview.

- Washington : Bellingham, Everett, Seattle, Port Angeles, Olympia, Tacoma, Aberdeen, Longview, Vancouver, Omak, Colville, Spokane, Grand Coulee, Wenatchee, Yakima, y Kennewick.

- Utah : Logan, Salt Lake City, Ogden, Vernal, Provo, Price, Salina, Moab, Cedar City, y St. George.

- Idaho : Ketchum, Boise, Pocatello, Twin Falls, Grangeville, Lewiston, Coeur d'Alene, Sandpoint, Salmon, Idaho Falls, y Nampa.

- Colorado : Durango, Denver, Alamosa, Lamar, Burlington, Pueblo, Montrose, Grand Junction, Rangely, Steamboat Springs, Fort Collins, Colorado Springs y Sterling.

- Wyoming: Jackson, Evanston, Rock Springs, Rawlins, Laramien, Cheyenne, Casper, Riverton, Gillette, Sheridan y Cody (1.45).

- Montana: Bozeman, Helena, Missoula, Butte, Billings, Glasgow, Glendive, Great Falls, Havre, Kalispell, Laurel, Lewistown, Miles City, Sidney y Thompson Falls.

- Texas: Abilene, Amarillo, Austin, Beaumont, Brownsville, Corpus Christi, Dalhart, Dallas, Dalhart, Del Rio, El Paso, Fort Stockton, Fort Worth, Galveston, Houston, Huntsville, Junction, Laredo, Longview, Lubbock, Lufkin, McAllen, Odessa, San Angelo, San Antonio, Tyler, Van Horn, Victoria, Waco, Wichita Falls y Texarkana (1.48).

- Oklahoma: Oklahoma City, Guymon, Woodward, Enid, Tulsa, Clinton, Lawton, Ardmore, McAlester y Idabel.

- Kansas: Colby, Phillipsburg, Marysville, Hays, Salina, Junction City, Topeka, Kansas City, Garden City, Dodge City, Hutchinson, Wichita, Emporia y Pittsburg.

- Nebraska: Lincoln, Omaha, Columbus, Norfolk, Grand Island, McCook, North Platte, Valentine, Chadron, Alliance, Scottsbluff, Sidney.

- Arkansas: Little Rock, El Dorado, Pine Bluff, Jonesboro, Harrison, Springdale, Fayetteville, Hot Springs, Fort Smith, y Texarkana.

- Missouri: San Luis, Kansas City, Jefferson City, Joplin, Springfield, Rolla, Poplar Bluff, Cape Girardeau, Cape Columbia, St. Joseph, Maryville y Kirksville.

- Iowa: Des Moines, Fort Dodge, Mason City, Sioux City, Dubuque, Waterloo, Cedar Rapids, Iowa City, Davenport, Burlington, Ottumwa y Council Bluffs.

## Paisajes, pueblos y lugares de interés
Los siguientes paisajes, pueblos y lugares de interés aparecen en el juego:
- California :Alturas, Arcata, Baker, Berkeley, Big Bend, Bishop, Blythe, Brawley, Burbank, Burney, Cactus City, Canby, Cayucos, Chiriaco Summit, Corning, Crescent City, Crockett, Desert Center, Douglas City, Dunningan, Gilroy, Hatfield, Hiouchi, Hopland, Indio, Johnstonville, Klamath, Laytonville, Malibu, Moccasin, Mussel Shoals, Needles, Newport Beach, North Shore, Novato, Olancha, Old Station, Ontario, Orick, Panamint Springs, Patterson, Petaluma, Pismo Beach, Richmond, Rio Dell, San Luis Obispo, San Rafael, San Simeon, Santa Clarita, Santa Monica, South San Francisco, Tulare, Vallejo, Vidal Junction, Weaverville, Weed y Willow Creek.

- Arizona : Ash Fork, Bitter Springs, Cameron, Colorado City, Dateland, Fredonia, Globe, Mexican Water, Morenci, Pinetop-Lakeside, Quartzsite, Sanders, Seligman, Springerville, St. Johns, Teec Nos Pos, Valle y Wickenburg.

- Nevada : Austin, Battle Mountain, Beatty, Coaldale Junction, Currie, Denio Junction, Goldfield, Indian Springs, Lages Station, Majors Place, Mazany Creek, McDermitt, Owyhee, Panaca, Rachel, Stateline, Verdi, Wells y West Wendover.

- Nuevo México : Akela, Bloomfield, Carrizozo, Corona, Cuba, Deming, Elida, Fort Sumner, Lordsburg, Mountain Park, Newcomb, North Acomita Village, Omega, Pastura, Quemado, Santa Rosa, Shiprock, Texico, Tierra Amarilla, Tularosa, Vaughn y Yeso.

- Oregón : Adel, Albany, Baker City, Basque, Biggs Junction, Bly, Brothers, Buchanan, Burns Junction, Canyonville, Crescent, Garibaldi, Grants Pass, Hatfield, John Day, Jordan Valley, Juntura, Kerby, La Grande, Maupin, McDermitt, Millican, Mount Vernon, Pacific City, Pleasant Hill, Riley, Rome, Shaniko y Vale.

- Washington : Barney's Junction, Bellevue, Burlington, Clarkston, Coulee City, Coulee Dam, Coupeville, Dayton, Discovery Bay, Dodge, Ellensburg, Elma, Factoria, Forks, Goldendale, Hoquiam, Kalaloch, Marysville, Moses Lake, Naches, Newhalem, Orondo, Port Townsend , Potlatch, Richland, Ritzville, Tonasket, Waitsburg, Wallula Junction y Wickersham, Okanogan, Pasco, Renton, Sunnyslope y Union Gap.

- Utah : Garfield, Herriman, Mapleton, Orem, Roy, Sandy, Spanish Fork, West Valley City, Bluff, Bothwell, Brigham City, Cove Fort, Crescent Junction, Delta, Duchesne, Fort Duchesne, Garden City, Heber City, Hildale, Hurricane, Kanab, Laketown, Magna, Mexican Hat, Modena, Monticello, Panguitch, Perry, Richfield, Riverside, Scipio, Silver Summit, Tremonton, Washington y Wendover.

- Idaho : Eagle, Fernan Lake Village, Inkom, Meridian, Ponderay, Sun Valley, Arco, Bellevue, Bonners Ferry, Bruneau, Butte City, Cambridge, Carey, Challis, Ellis, Fruitland, Galena, Hollister, Horseshoe Bend, Kamiah, Kooskia, Lava Hot Springs, Lower Stanley, Mackay, McCall, McCammon, Montpelier, Mountain Home, New Meadows, Ovid, Payette, Shoshone, Stanley, Timmerman Junction, Tollgate y Torreys.

- Colorado : Alamosa East, Aurora, Fruita, Loveland, Monte Vista, Bristol, Cheyenne Wells, Cortez, Craig, Dinosaur, Divide, Eads, Estes Park, Fairplay, Glenwood Springs, Granada, Granby, Grand Lake, Johnson Village, Julesburg, Kit Carson, La Junta, Las Animas, Limon, Loma, Maybell, Ouray, Pagosa Springs, Parkdale, Poncha Springs, Saguache, Sheridan Lake, Starkville, Trinidad, Walsenburg, Wiggins, Wild Horse, Winter Park y Wray.

- Wyoming : Brookhurst, Fox Farm-College, Mills, Sinclair, South Greeley, Alcova, Alpine, Alpine Junction, Baggs, Bill, Boulder, Buffalo, Buford, Burgees Junction, Creston Junction, Daniel Junction, Monumento nacional de la Torre del Diablo, Douglas, Dwyer Junction, Evansville, Farson, Green River, Greybull, Hiland, Hoback Junction, Kaycee, Kemmerer, Lander, Little America, Medicine Bow, Moneta, Moorcroft, Moran Junction, Muddy Gap Junction, Orin, Pinedale, Powder River, Rawhide Village, Reliance, Rock River, Shoshoni, Sweetwater Station, Thermopolis, Wheatland y Wright.

- Montana : Bonner-West Riverside, Evergreen, Havre, Apgar, Browning, Chinook, Columbia Falls, Culbertson, Parque Nacional de los Glaciares, Fort Peck, Lockwood, Malta, Rockvale, Roundup, St. Mary, St. Regis, Troy, Glaciar del Oeste, West Yellowstone, Wolf Point y Wye.

- Texas : Adrian, Alvarado, Anson, Anthony, Arlington, Ballinger, Baytown, Big Spring, Boca Chica Village, Botines, Bronson, Bruna, Carrizo Springs, Centerville, Childress, Corsicana, Denton, Desoto, Early, Farwell, Fredericksburg , Freer, Fulton, Harlingen, Hillister, Hillsboro, Humble, Irving, Jasper, La Grange, Lamesa, Lampasas, La Pryor, Lindale, Livingston, Marfa, Marquez, Marshall, New Braunfels, Orla, Palacios, Pecos, Plainview, Portland, Port Lavaca, Riviera, Roma, Sanderson, Schulenburg, Seabrook, Seminole, Socorro, Sonora, Tenaha, Tivoli, Uvalde, West, Winnie y Woodville.

- Oklahoma : Altus, Blue, Boise City, Broken Bow, Calera, Catoosa, Cushing, Duncan, Hochatown, Madill, Midwest City, Shamrock, Texhoma, Waurika y Stroud.

- Kansas : Belleville, El Dorado, Elkhart, Fairview, Greensburg, Kanorado, Kinsley, Liberal, Mcpherson, Newton, Oakely, Oberlin, Smith Center, WaKenney y Yatees Center.

- Nebraska : Alma, Ansley, Auburn, Bartlett, Bassett, Beatrice, Brownville, Hyannis, O'Neill, Ogallala, Red Cloud y Thedford.

- Arkansas : Conway, Russellville, Hamburg, Magnolia, De Queen, Hardy, Lake Village y Siloam Springs.

- Missouri :

## Camiones
| Marcas                 | Modelos                    |
| ---------------------- | -------------------------- |
| Peterbilt              | - 579 - 389                |
| Kenworth               | - W900 - T680              |
| Western Star Trucks    | - 49X - 57X                |
| Freightliner           | - Cascadia                 |
| Mack Trucks            | - Anthem - Pinnacle        |
| Navistar International | - LT - LoneStar            |
| Volvo Trucks           | - VNL300 - VNL780 - VNL860 |

## Compañías
Las empresas que aparecen en el juego, incluyendo los DLC de mapas, suman alrededor de 52 compañías.
| Compañía               | Categoría                                      | Especialización                                           | Número de Depósitos | Expansión requerida                                                                          |
| ---------------------- | ---------------------------------------------- | --------------------------------------------------------- | ------------------- | -------------------------------------------------------------------------------------------- |
| 18 Wheels Garage       | Fabricación y venta de vehículos               | Servicio de remolque de camiones                          | 1                   | Wyoming (1.45)                                                                               |
| 42 Print               | Empresa logística                              | Impresión                                                 | 7                   | Juego base / Arizona / Nuevo México / Oregón y Colorado                                      |
| ABQ Cargo Center       | Empresa logística                              | Logística aeroportuaria                                   | 1                   | Nuevo México                                                                                 |
| American Lines         | Empresa logística                              | logística ferroviaria                                     | 1                   | Wyoming                                                                                      |
| Avalanche Steel        | Fabricación y venta de vehículos               | Desguaces                                                 | 19                  | Oregón / Washington / Utah / Idaho / Wyoming y Colorado                                      |
| Bitumen                | Construcción                                   | Construcción vial                                         | 43                  | Juego base/ Arizona / Nuevo México / Washington / Utah / Idaho / Colorado / Wyoming          |
| Bushnell Farms         | Empresas de alimentos                          | Agricultura                                               | 26                  | Juego base/ Arizona / Nuevo México / Oregón / Washington / Utah / Idaho / Colorado / Wyoming |
| Charged                | Empresas de logística, supermercados y tiendas | minorista de electrónica                                  | 22                  | Juego base / Arizona / Nuevo México / Washington / Utah / Idaho / Wyoming                    |
| Chemso                 | Empresas químicas                              | trabajos químicos                                         | 14                  | Juego base/ Arizona / Nuevo México / Oregón / Utah / Idaho / Wyoming                         |
| Coastline Mining       | Canteras                                       | Canteras                                                  | 47                  | Juego base/ Arizona / Oregón / Washington / Utah / Idaho                                     |
| Darchelle Uzau         | Empresas de alimentos                          | Viñedos                                                   | 5                   | Juego base/ Arizona / Oregón / Idaho                                                         |
| Darwing                | Fabricación y venta de vehículos               | Aviación                                                  | 1                   | Washington                                                                                   |
| Deepgrove              | Silvicultura                                   | Productos forestales y de madera                          | 36                  | Juego base ( 1.35 )/ Oregón / Washington / Idaho / Colorado / Wyoming                        |
| DeMuro Cars            | Fabricación y venta de vehículos               | minorista de vehículos                                    | 3                   | Utah                                                                                         |
| Denver Air Cargo       | Empresas de logística                          | Logística aeroportuaria                                   | 1                   | Colorado                                                                                     |
| Drake Car Dealer       | Fabricación y venta de vehículos               | minorista de vehículos                                    | 17                  | Juego base ( 1.44 )/ Washington / Idaho / Colorado / Wyoming                                 |
| Eddy's                 | Supermercados y tiendas                        | Cadena de Supermercados                                   | 23                  | Juego base/ Arizona / Nuevo México / Oregón / Washington / Utah / Idaho / Wyoming            |
| Farmer's Barn          | Empresas de alimentos                          | Cadena de supermercados / Plantas de alimentos            | 17                  | Juego base ( 1.44 )/ Utah / Idaho / Colorado / Wyoming                                       |
| Fish Tail Foods        | Empresas de alimentos                          | Procesamiento de mariscos                                 | 1                   | Washington                                                                                   |
| Gallon Oil             | Empresas químicas                              | Refinerías de petróleo, sitios de perforación de petróleo | 19                  | Juego base / Arizona / Washington / Utah / Colorado / Wyoming                                |
| Global Mills           | Empresas de alimentos                          | Plantas lácteas / alimenticias                            | 7                   | Nuevo México / Oregón / Washington / Utah / Colorado                                         |
| Goliath                | Fabricación y venta de vehículos               | fabricante de camiones de acarreo                         | 1                   | Wyoming                                                                                      |
| Haddock Shipyard       | Empresas de logística                          | Astrillero                                                | 1                   | Oregón                                                                                       |
| Heartwood Furniture    | Construcción                                   | Fabricante de muebles                                     | 5                   | Oregón / Wyoming                                                                             |
| HMS Machinery          | Fabricación y venta de vehículos               | Minorista de vehículos pesados                            | 28                  | Juego base/ Arizona / Nuevo México / Oregón / Washington / Utah / Idaho / Colorado / Wyoming |
| Home Store             | Supermercados y tiendas                        | Ferretería                                                | 30                  | Juego base ( 1,44 )/ Oregón / Washington / Utah / Idaho / Colorado / Wyoming                 |
| Johnson & Smith        | Construcción                                   | construcción de vías férreas                              | 2                   | Wyoming                                                                                      |
| Kenworth               | Fabricación y venta de vehículos               | Fabricante de camiones (EE. UU.) y distribuidor           | 11                  | Washington                                                                                   |
| Mon Coeur              | Empresas de alimentos                          | Viñedos                                                   | 2                   | Juego básico ( 1.44 )                                                                        |
| MWM                    | Empresas de logística                          | Gestión de residuos                                       | 1                   | Wyoming ( 1.45 )                                                                             |
| NAMIQ                  | Canteras                                       | Canteras                                                  | 19                  | Nuevo México ( 1,39 )/ Colorado / Wyoming                                                    |
| Oakland Shippers       | Empresa de logística                           | logística portuaria                                       | 1                   | Juego base                                                                                   |
| Olthon Homes           | Construcción                                   | Construcción de viviendas                                 | 4                   | Oregón / Idaho / Wyoming                                                                     |
| Page & Price Paper     | Construcción                                   | Papel                                                     | 6                   | Oregón / Washington / Idaho                                                                  |
| Phoenix Freight        | Empresa de logística                           | Logística aeroportuaria                                   | 1                   | Arizona                                                                                      |
| Plaster & Sons         | Construcción                                   | Construcción                                              | 65                  | Juego base/ Arizona / Nuevo México / Oregón / Washington / Utah / Idaho / Colorado / Wyoming |
| Port of San Francisco  | Empresas de logística                          | logística portuaria                                       | 1                   | Juego base                                                                                   |
| Port of Seattle        | Empresas de logística                          | logística portuaria                                       | 1                   | Washington                                                                                   |
| Port of Tacoma         | Empresas de logística                          | logística portuaria                                       | 1                   | Washington                                                                                   |
| Portland Cargo Central | Empresas de logística                          | logística portuaria                                       | 1                   | Oregón                                                                                       |
| Rail Export            | Empresas de logística                          | logística ferroviaria                                     | 24                  | Juego base/ Arizona / Nuevo México / Oregón / Washington / Utah / Idaho / Colorado / Wyoming |
| Sea Horizon            | Fabricación y venta de vehículos               | Fabricante de yates                                       | 7                   | Washington / Idaho                                                                           |
| Sell Goods             | Empresas de logística                          | Fabricante de yates                                       | 7                   | Washington / Idaho                                                                           |
| Steeler                | Fabricación y venta de vehículos               | logística general                                         | 40                  | Juego base/ Arizona / Nuevo México / Oregón / Washington / Utah / Idaho / Colorado / Wyoming |
| Sunshine Crops         | Construcción                                   | Acero                                                     | 15                  | Oregón / Washington / Idaho / Colorado / Wyoming                                             |
| Tidbit                 | Empresa de alimentos                           | Agricultura                                               | 42                  | Juego base/ Arizona / Nuevo México / Oregón / Washington / Utah / Idaho / Colorado / Wyoming |
| Ultimus                | Supermercado y tiendas                         | Cadena de supermercados                                   | 16                  | Arizona / Nuevo México / Oregón / Washington / Colorado                                      |
| USBB                   | Logística aeroportuaria                        | Logística aeroportuaria                                   | 2                   | Nuevo México ( 1.39 ) / Colorado                                                             |
| Vitas Power            | Bebida alimenticia                             | Bebida alimenticia                                        | 3                   | Colorado / Wyoming                                                                           |
| Voltison Motors        | Construcción                                   | fabricante de aerogeneradores                             | 5                   | Arizona / Nuevo México / Oregón / Washington / Colorado                                      |
| Wallbert               | Supermercados y tiendas                        | Cadena de supermercados                                   | 114                 | Juego base/ Arizona / Nuevo México / Oregón / Washington / Utah / Idaho / Colorado / Wyoming |
| Western Star Trucks    | Fabricación y venta de vehículos               | Fabricante de camiones (EE. UU.) y distribuidor           | 5                   | Oregón ( 1.38 )                                                                              |

## Remolques
El juego base consiste en 21 tipos de remolques y a esto en mayo del 2022 se le sumo un nuevo DLC de pago en el cual se agregaron 15 nuevos tipos de remolques nuevos.
| Marcas                        | Modelos |
| ----------------------------- | --- |
| Standar Trailers              | - Plataforma Portacontenedores - Plataforma plataforma - Plataforma escalonada - Plataforma volquete inferior horizontal - Plataforma baja de madera - Plataforma contenedor de cargas en seco - Plataforma forestal de 4 travesaños - Plataforma lona corredera - Plataforma volquete trasero - Plataforma cisterna alimentaria - Plataforma alimento a granel - Plataforma tolva - Plataforma de ganado - Plataforma de viruta - Plataforma corredera doble Rocky Mountain - Plataforma aislada - Plataforma de frigorífico |
| Lode King / Prestige Trailers | - Plataforma de Abeto modelo Forceline - Plataforma escalonada de Abeto modelo Forceline - Plataforma de aluminio modelo Renown - Plataforma de aluminio modelo Brilliance - Plataforma de escalonada de aluminio modelo Renown - Plataforma de escalonada de aluminio modelo Brilliance - Plataforma Tolva modelo Distinction - Plataforma Tolva modelo Prestige - Plataforma de Abeto |

## Actualizaciones
| Número | Fecha                   | Descripción |
| ------ | ----------------------- | --- |
| 1.39   | 5 de noviembre del 2020 | - Nuevos puntos de vista en los DLC de Washington y Utah - Rediseño del Launchpad - Remolques Lowboy (propietarios, incluidos los articulados - Mejoras en el punto de vista (rejugabilidad, omisión, estado del mapa, desvanecimiento) - Actualizaciones y mejoras de sonido (control deslizante turbo, posicionamiento de sonido, mezcla espacial de cabina, distribución de sonido a accesorios) - El buscador y listado de tráileres muestra todas las variantes de carga válidas - Emulación de eje de entrada de transmisión experimental y soporte de freno de embrague |
| 1.40   | 4 de febrero del 2021   | - Nuevo chasis 4x2, 8x4 y 8x6 - Actualización de Western Star 49X que incluye variantes de dormitorio y configuraciones de retroceso - Nuevo sistema de iluminación visual |
| 1.41   | 15 de julio del 2021    | - Modo de foto: opciones de tiempo y clima, - Convoy multijugador - Ajustes de tiempo y clima en modo foto - Viaje rápido - California Reskin parte 1 que incluye 7 estaciones agrícolas y una revisión del diseño de carreteras - Nuevos iconos en la leyenda del mapa |
| 1.42   | 21 de octubre del 2021  | - Soporte MOD inicial para multijugador de Convoy - Se agregó la interfaz de usuario de modificación de sesión de Convoy para compatibilidad con MOD y descargas. - Force feedback mejorado y disponible para más tipos de controladores en más sistemas - Configuración del rango de animación del volante |
| 1.43   | 9 de diciembre del 2021 | - Corrección de errores generales - Remolques basculantes de propiedad - 2022 Freightliner Cascadia - Nuevas imágenes de la pantalla de carga - Filtros de leyenda del mapa mundial - Soporte de controlador mejorado - Atenuación de sonido implementada - Implementación de fuentes MSDF |
| 1.44   | 12 de mayo del 2022     | - Segunda Fase de Retrabajo de California - Conexiones fronterizas para varias ciudades en Nuevo México renovadas - Algunas ciudades de Nuevo México recibieron reelaboraciones en la red vial - Exploración de carreteras sin marcar - Corrección de errores generales en el mapa - Función de reembolso de mod - Interfaz de usuario con licencia frente al mercado de accesorios en los navegadores - Actualización de retroalimentación forzada - Altura de suspensión ajustable - Bloqueo horizontal de la cámara interior - Cambio secuencial inteligente - Nuevas Rutas Especiales de Transporte - Opciones interiores del nuevo Freightliner Cascadia 2022 - Remolques de plataforma abatible de propiedad |
| 1.45   | 26 de julio del 2022    | - Cody + US 14, - Cambio de marca de paradas de gasolina y camiones - Soporte MOD opcional para convoyes - Opción de sensor de lluvia - Opción para ocultar marcadores de carretera inaccesibles - Remolques Cisterna Propios (Granel Seco y Tanque de Combustible) |
| 1.46   |                         | - Carretera US-20 entre Idaho y Montana - Rediseño de los puntos de vista de Idaho - Cisternas Propias - Remolques Químicos - Cascadia y Western Star 57X obtuvieron una implementación de información y entretenimiento personalizada - Las pantallas de infoentretenimiento/GPS en todos los camiones tienen un estado de apagado separado del zoom del mapa - Los teléfonos móviles y los dispositivos de navegación obtuvieron una implementación personalizada - Navegador de empresas - Introducciones de ciudades personalizadas - Par de torsión del eje de transmisión |